# کیم چه یون
کیم چه یون (کره‌ای: 김채연؛ زادهٔ ۴ دسامبر ۲۰۰۴) خواننده و بازیگر اهل کره جنوبی است. وی از سال ۲۰۰۸ میلادی تاکنون مشغول فعالیت بوده است. او حرفه بازیگری را در سال ۲۰۰۸ و با فیلم رسوایی سازان آغاز کرد. او همچنین در فیلم یک روز (۲۰۱۷) نیز ایفای نقش کرده است.